# PEAR
PEAR (акроним от английских слов PHP Extension and Application Repository) — это библиотека классов PHP с открытым исходным кодом, распространяемых через одноименный пакетный менеджер. В стандартную поставку PHP входит система управления классами PEAR, которая позволяет легко скачивать и обновлять их.
Чтобы класс вошёл в PEAR, он должен соответствовать очень жёстким правилам. Например, без особой необходимости нельзя создавать класс с такой же задачей, как у уже созданного.
В рамках PEAR был создан специальный стиль оформления PHP-кода, которого должны придерживаться все классы в библиотеке. Этот стиль стал наиболее распространённым стандартом стиля PHP-кода в интернете.
На английском языке «pear» означает «груша», которая и является логотипом проекта.